# Ectasia
Ectasia é a dilatação ou distensão de órgão que apresenta estrutura tubular.
Há vários tipos de ectasias:
- Bronquiectasias - ectasia nos brônquios[2]
- Ectasia ductal - bloqueio do ducto lactífero[3]
- Telangiectasias - vasos sanguíneos dilatados[4]